# Mali (GPU)
A Mali é uma série de unidades de processamento gráfico produzida pela Arm Holdings, as GPUs são utilizadas principalmente em dispositivos móveis.